# 布鲁斯 (密西西比州)
布魯斯（英語：Bruce）是位於美國密西西比州卡爾霍恩縣的城鎮。

## 人口
根據2020年美國人口普查的數據，布魯斯的面積為6.31平方千米，皆為陸地。當地共有人口1707人，而人口密度為每平方千米271人。